# Johan II av Bourbon
Johan II av Bourbon, född 1426, död 1488, var regerande hertig av Bourbon och Auvergne och greve av Forez 1456-1488. 